# Poligonul Semipalatinsk
Poligonul de teste nucleare Semipalatinsk (în rusă: Семипала́тинский я́дерный полиго́н, cunoscut și sub denumirea de Semipalatinsk–21 sau – pur și simplu – Poligonul) a fost principala zonă de testare a armelor nucleare ale Uniunii Sovietice. Este localizat în stepa din nord-estul Kazahstanului (la acea vreme, RSS Kazahă), la sud de valea râului Irtîș. Clădirile de control au fost situate aproximativ 150 km la vest de orașul Semipalatinsk (redenumit Semeı în 2007), la granița dintre provinciile Pavlodar și Kazahstanul de Est. Multe teste nucleare au avut loc către vest sau sud, inclusiv în provincia Qaraǵandy.
Între 1949 și 1989, Uniunea Sovietică a efectuat 496 de teste nucleare în Kazahstan, dintre care 470 la Poligonul Semipalatinsk, fără a acorda prea multă atenție asupra efectului acestora asupra populației zonei sau asupra mediului. Impactul real al expunerii la radiații a fost ascuns un timp îndelungat de către autoritățile sovietice, ieșind la iveală doar după 1991, când Poligonul a fost închis.
Din 1996 până în 2012, o operațiune secretă comună a oamenilor de știință și inginerilor kazaci, ruși și americani, a fost însărcinată cu depozitarea în condiții de siguranță a plutoniul rezidual în tunelurile și forajele din munții înconjurători.
După închidere, Poligonul Semipalatinsk a devenit cea mai cercetată zonă de teste nucleare din lume și singura deschisă publicului.

## Situația geografică
Suprafața zonei de testare a fost de 18000 km2, adiacentă orașului Kurchatov, localizată în stepa din nord-estul Kazahstanului (la acea vreme, RSS Kazahă), la sud de valea râului Irtîș și în apropiere de Semeı (circa 100 km nord–vest), Qaraǵandy (circa 300 km nord–est) și Astana (circa 400 km est). Altitudinea variază între 100–300 m, cu maxime de până la 1200 m ale vârfurilor munților Delegen. Clima continentală aduce diferențe majore între maximele de vară (până la 45 °C) și minimele de iarnă (până la –50 °C), cu precipitații anuale scăzute (200–300 mm).

## Istoric

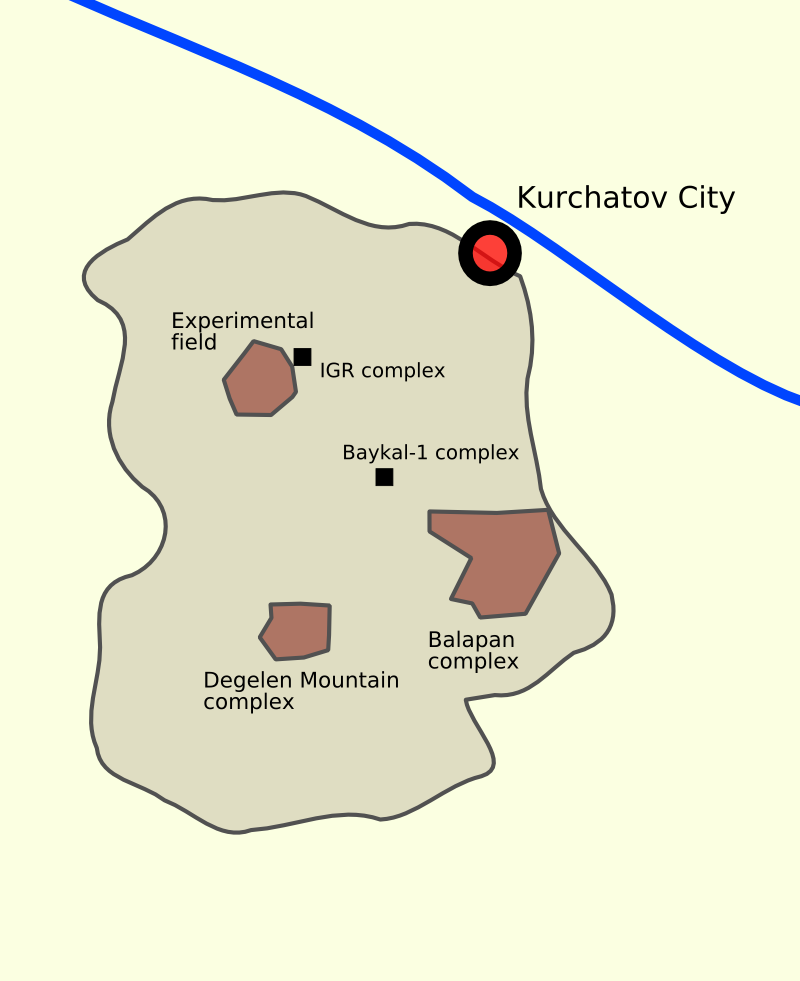
Diverse facilități grupate în zona de testare Semipalatinsk

### Perioada de funcționare
Locul a fost selectat în 1947 de către Lavrenti Pavlovici Beria, șeful politic al proiectului sovietic de dezvoltare a bombei atomice, acesta pretinzând – în mod eronat – că marea majoritate a întinderii de 18000 km² de stepă ar fi nelocuită. Partea științifică a proiectului a fost coordonată de către fizicianul Igor Kurchatov. Practic, acest program a constituit – la patru ani distanță – răspunsul sovieticilor la programul nuclear american (testele de la Alamogordo și bombardarea orașelor japoneze Hiroshima și Nagasaki). 
Muncitorii Gulagului sovietic au fost folosiți pentru construcția primelor facilități rudimentare de testare, inclusiv laboratorul complex, situat în partea de nord-est, de pe malul sudic al râului Irtîș. 
Primul test sovietic, Operațiunea First Lightning (RDS–1, Izdeliye 501 sau Joe One) a fost efectuat în data de 29 august 1949 dintr-un turn al poligonului Semipalatinsk, contaminând zonele învecinate. Acest câmp experimental (o regiune situată la circa 65 km vest de orașul Kurchatov) a fost utilizat pentru mai mult de 100 de teste nucleare supraterane.

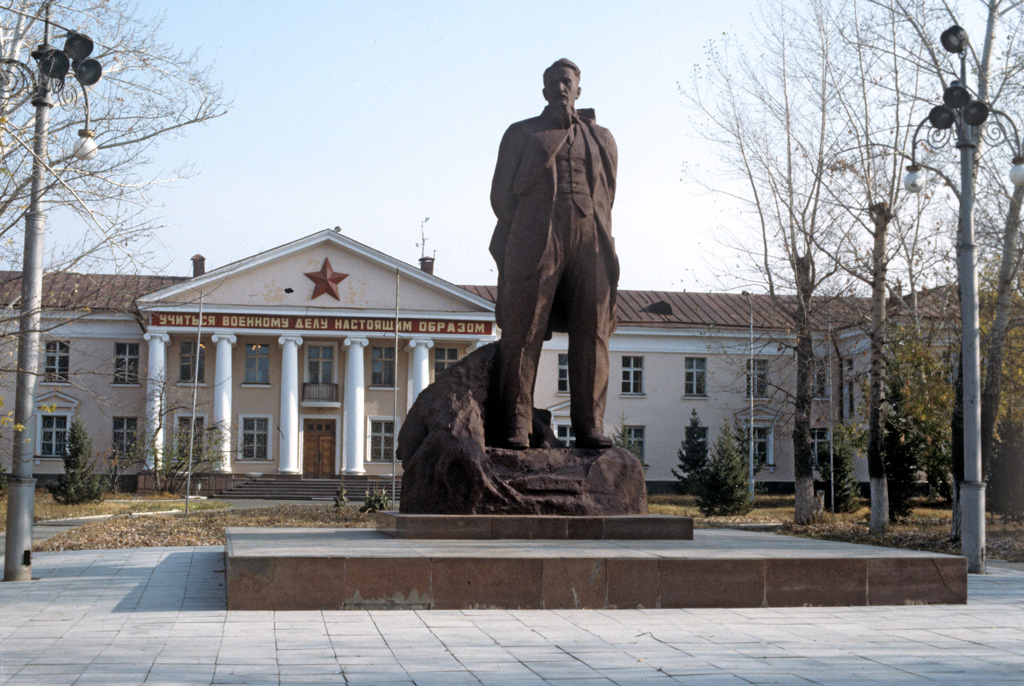
Statuia lui Kurchatov în fața clădirii centrale a Poligonului Semipalatinsk

Teste ulterioare au avut loc în complexul Chagan River și în apropiere de Balapan, la est de Poligonul Semipalatinsk (inclusiv testul Chagan, cel care a format lacul Chagan). Odată cu interzicerea  testelor atmosferice, testarea a fost transferată în subteran la Chagan, Murzhik (în vest) și la complexul Degelen Mountain (în sud), care este plin cu puțuri de foraj și scurgeri pentru teste nucleare subcritice și supercritice. După închiderea lagărului de muncă Semipalatinsk, lucrările de construcție au fost executate de către Batalionul 217 de inginerie și minerit (același care a construit mai târziu cosmodromul Baikonur). Din 1949 și până la încetarea testării armamentului nuclear (în 1989), la Poligonul Semipalatinsk au fost efectuate 470 de explozii nucleare, dintre care 348 de subterane (în puțuri de foraj și tuneluri) și 122 atmosferice, cu o putere totală de aproximativ 2500 de ori mai mare decât bomba de la Hiroshima. Complexul de laboratoare – centrul administrativ și științific al Poligonului Semipalatinsk – a fost redenumit orașul Kurchatov după Igor Kurchatov, primul lider al programului nuclear sovietic. Locația orașului Kurchatov a fost prezentată de obicei pe diverse hărți precum Konechnaya (denumirea stației de cale ferată cunoscută în prezent ca Degelen) sau Moldary (denumirea satului care a fost ulterior încorporat de către oraș).

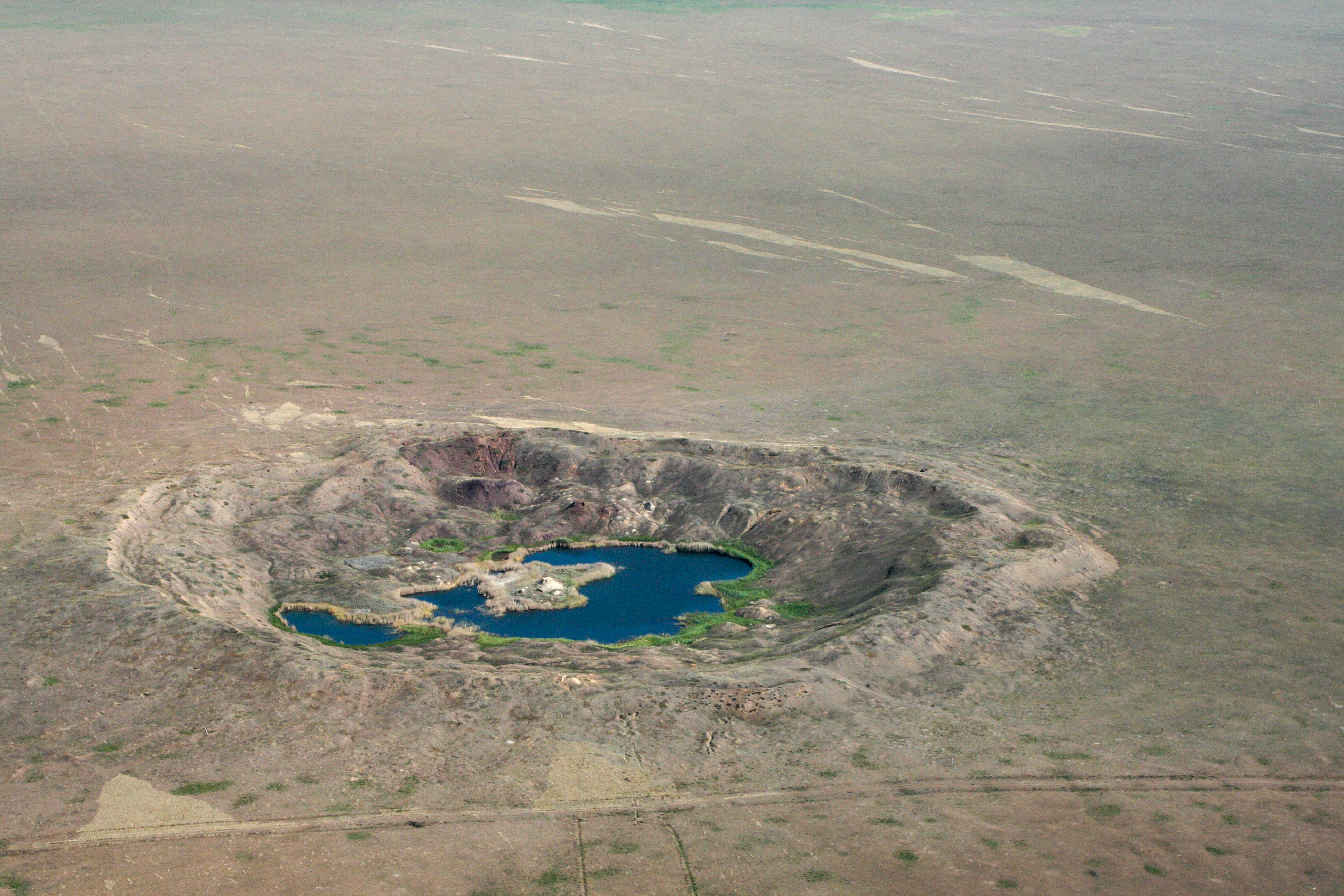
Crater format în perimetrul Poligonului Semipalatinsk ca rezultat al unui test nuclear

Complexul Semipalatinsk a atras interesul guvernelor străine în timpul funcționării sale, în special în timpul fazei exploziilor supraterane, deasurpa câmpului experimental. Câteva avioane U-2 aparținând CIA au examinat pregătirile și efectele testelor nucleare, înainte de a fi înlocuite cu recunoașterea prin satelit. Se spune că Defence Intelligence Agency (SUA) a fost convinsă că sovieticii au construit o stație enormă de arme de fascicul la o mică stație de cercetare situată îm zona de testare. Această stație de cercetare mai mică, cunoscută de către Departamentul de Apărare al SUA drept PNUTS (Possible Nuclear Underground Test Site) și CIA ca URDF–3 (Unidentified Research and Development Facility–3) a fost de mare interes pentru observatorii americani. După căderea Uniunii Sovietice în 1991, s-a descoperit că misteriosul URDF–3 avea drept scop cercetarea unei rachete termonucleare.
Poligonul fost închis oficial la 29 august 1991 de către Nursultan Nazarbayev, președintele Kazahstanului.

### Situația actuală
Uniunea Sovietică a efectuat ultimele teste în 1989. După căderea Uniunii Sovietice (în 1991), zona a fost neglijată. Materialul fisionabil nesupravegheat a fost lăsat în urmă în tunelurile montane și puțuri, practic nepăzite și la îndemâna hoților sau potențiali teroriști. Acțiunea secretă de securizare a materialului nuclear de la Semipalatinsk a fost făcută publică în anii 2010.
După anumite teste, materialul nuclear – incluzând cantități semnificative de plutoniu – a rămas în zona abandonată. Riscul de proliferare nucleară a fost considerat ca fiid una dintre cele mai mari amenințări la adresa securității nucleare după prăbușirea Uniunii Sovietice. Operațiunea de securizare a implicat – în parte – turnarea de betoane speciale în puțurile de testare, pentru a imobiliza plutoniul rezidual. În alte cazuri, puțurile orizontale de testare a armelor nucleare au fost sigilate, iar intrările au fost acoperite. În cele din urmă, în octombrie 2012, oamenii de știință și inginerii nucleari kazahi, ruși și americani au sărbătorit finalizarea unei operațiuni secrete de 17 ani, cu un cost de 150 de milioane de dolari, care a avut drept scop imobilizarea plutoniului în tunelurile munților.
O mare parte a Poligonului a fost deschisă din 2014. Activitatea economică a fost reluată, în special mineritul, dar și agricultura și turismul. Ca și în alte zone contaminate radioactiv, lipsa interferenței umane a făcut Poligonul un paradis pentru fauna sălbatică.

## Mișcarea antinucleară
Mișcarea antinucleară din Kazahstan, Nevada–Semipalatinsk, s-a format în 1989 și a fost una dintre primele mișcări antinucleare din fosta Uniune Sovietică. Acesta a fost condusă de autorul Olzhas Suleimenov și a atras mii de oameni la protestele și campaniile sale, ceea ce a condus în cele din urmă la închiderea Poligonului Semipalatinsk în 1991.
Potrivit UNESCO, Nevada–Semipalatinsk a jucat un rol pozitiv în promovarea înțelegerii publice a „necesității de a lupta împotriva amenințărilor nucleare”. Mișcarea a câștigat sprijin global și a devenit „un adevărat factor istoric în găsirea de soluții la problemele ecologice globale”.

## Impactul asupra sănătății populației
La Cambridge au fost efectuate studii pe probe de sânge recoltate de la patruzeci de familii diferite care au locuit într-o zonă din Kazahstan direct expusă la niveluri înalte de radioactivitate, ca urmare a testelor bombe sovietice. Aceste studii au concluzionat că indivizii care au fost expuși la depunerile radioactive între anii 1949 și 1956 au avut o creștere de aproximativ 80% în regiunea ADN–ului minisatelit. Copiii acestor indivizi au avut 50% mai multe mutații în regiunile lor minisatelit în comparație cu omologii lor din lotul de control. Există dovezi că aceste mutații pot crește predispoziția genetică la anumite boli precum bolile cardiovasculare. Există, de asemenea, dovezi că nivelurile crescute ale ratelor mutațiilor ADN–ului sunt corelate cu expunerea prelungită la radiații. Un studiu longitudinal realizat pe o perioadă de 40 de ani a constatat o corelație între expunerea la radiații și prevalența tumorilor solide. Zonele cel mai frecvent afectate de tumorile solide au fost esofagul, stomacul, plămânii, sânii și ficatul. S-a constatat că aceste zone au creșteri  statistic semnificative ale prevalenței comparativ cu un grup de control. Alte zone corporale (cervix, rinichi, rect, pancreas) nu au prezentat o diferență semnificativă între lotul de studiu și cel de control. Datele studiului sugerează că există o legătură între durata expunerii și incidența cancerului, respectiv mortalitate. Cu toate acestea, relația dintre nivelul de expunere la radiații și efectul acesteia este încă discutabilă.
Impactul real al expunerii la radiații a fost ascuns pentru mulți ani de către autoritățile sovietice. Consensul general al studiilor de sănătate desfășurate la locul respectiv după închidere este că testele nucleare au avut un impact direct asupra sănătății a circa 200000 de localnici. În mod specific, oamenii de știință au corelat rate mai mari de diferite tipuri de cancer cu efectele postiradiere. De asemenea, mai multe studii au analizat corelația dintre expunerea la radiații și anomaliile tiroidiene. Un program BBC a susținut în 2010 că în cele mai afectate locații, unul din 20 de copii născuți prezenta defecte genetice. Producătorul britanic de film Antony Butts a documentat unele dintre efectele genetice asupra sănătății în filmul său din 2010, After the Apocalypse.
Un raport al CIA recent declasificat prezintă marturii cu privire la efectele imediate ale unui test nuclear în apropiere de Semipalatinsk, efectuat în noiembrie 1955. În acest raport, o sursă aflată în vecinătatea unui test termonuclear sovietic descrie că se confrunta cu pierderea auzului, „aerul [...] țâșnea cu presiune” ca și cum „aerul se rupea”, precum și mișcarea solului.

## Loc al semnării tratatului privind zona liberă a armelor nucleare din Asia Centrală
Semipalatinsk a fost locul pe care Kazakhstanul, Kârgâzstanul, Tadjikistanul, Turkmenistanul și Uzbekistanul l-au ales pentru semnarea tratatului privind zona liberă a armelor nucleare din Asia Centrală la 8 septembrie 2006, cu ocazia comemorării cea de-a 15-a aniversări a închiderii Poligonului.

## În cultura populară
Filmul Ispytanie (2014) prezintă o relatare fictivă a primului test nuclear sovietic din perspectiva unora dintre localnici.